# 瓦尔贝里
瓦尔贝里（瑞典語：Varberg）是瑞典哈兰省瓦尔贝里市镇的城区。位于当地的瓦尔贝里广播电台在2004年被联合国教科文组织评为世界遗产。